# 岩泉站
岩泉站（日语：／ Iwaizumi eki */?）是位於岩手縣下閉伊郡岩泉町中野，東日本旅客鐵道的岩泉線車站（廢站）。隨著岩泉線全線廢除，車站在2014年（平成26年）4月1日廢除。

## 歷史
- 1972年（昭和47年）2月6日 - 車站啟用（當時為簡易委託車站，國鐵巴士（日语：国鉄バス）岩泉站前設有車站櫃臺）[1]。
- 1987年（昭和62年）4月1日 - 伴隨國鐵分割民營化，車站由東日本旅客鐵道（JR東日本）營運[1]。
- 2000年（平成12年）4月1日 - 不可再購買JR巴士車票、定期票和回數票。同時，櫃臺名稱從「JR巴士岩泉站前站」改名為「JR東日本岩泉站」（櫃臺可繼續購買鐵路車票，由茂市站管理）。
- 2002年（平成14年） - 被選為東北車站百選。
- 2008年（平成20年） - 岩泉町為車站大樓進行翻新。
- 2010年（平成22年）
  - 7月31日 - 由於發生天災，使岩泉線不能通行。
  - 8月2日 - 開設代行巴士服務。
- 2014年（平成26年）4月1日 - 岩泉線正式廢除，車站也被廢除[2][3]。

## 車站構造
截至車站廢除前，此站是地面車站，設有1面1線的島狀單式月台。車站大樓旁的月台沒有鋪設路軌。當初，此路線計劃延伸至宮古線的小本站（現時：三陸鐵道谷灣線岩泉小本站）。
此站是由茂市站管理的簡易委託車站。車站大樓1樓設有售票處，可購買從岩泉出發的車票（常備券）。另外可購買從此站前往仙台、大宮和東京（都區內）的單程車票和新幹線指定席特急券（當中途經路線包括從此站乘坐JR巴士東北早坂高原線前往盛岡站，再轉乘東北新幹線列車），該車票以收費補充券的型式發出。另外，由於列車到發的時段都是早上和晚上，因此日間設有休息時段。
車站大樓2樓設有岩泉町觀光協會和岩泉商工會辦公室。在列車班次數目極少的岩泉線中，擁有了一座兩層高的車站大樓。另外，站內設有JR巴士東北乘務員的休憩處，早坂高原線的巴士會在該處夜間停泊，乘務員也會在該處休息。車輛會在岩泉消防署前的巴士專用停車區停泊。岩泉線廢除後，車站大樓沒有被拆毀，岩泉商工會和JR巴士東北繼續使用此建築物。曾經在大樓內的岩泉町觀光協會遷移至龍泉洞附近。

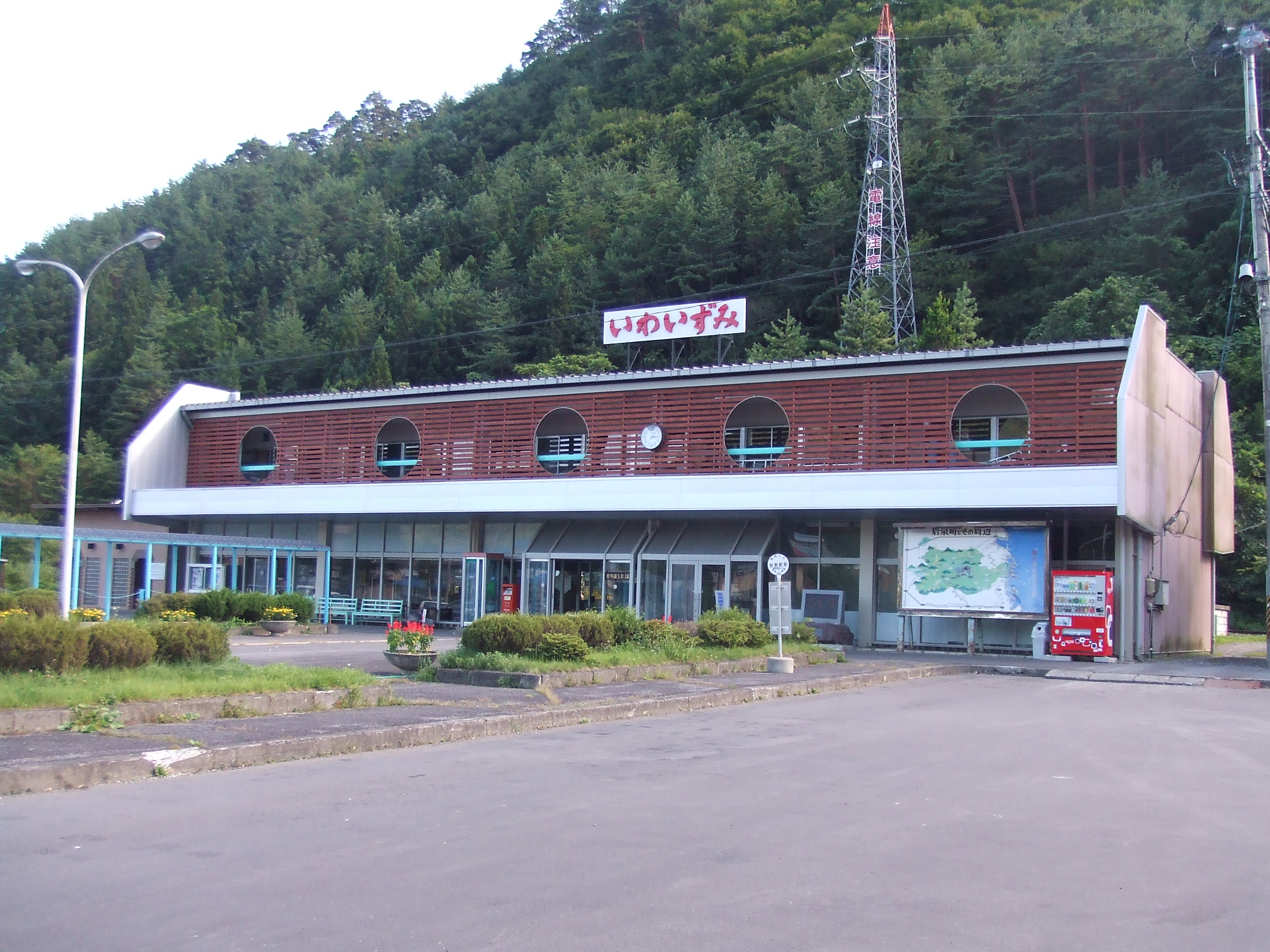
站前的樣子（2008年8月）
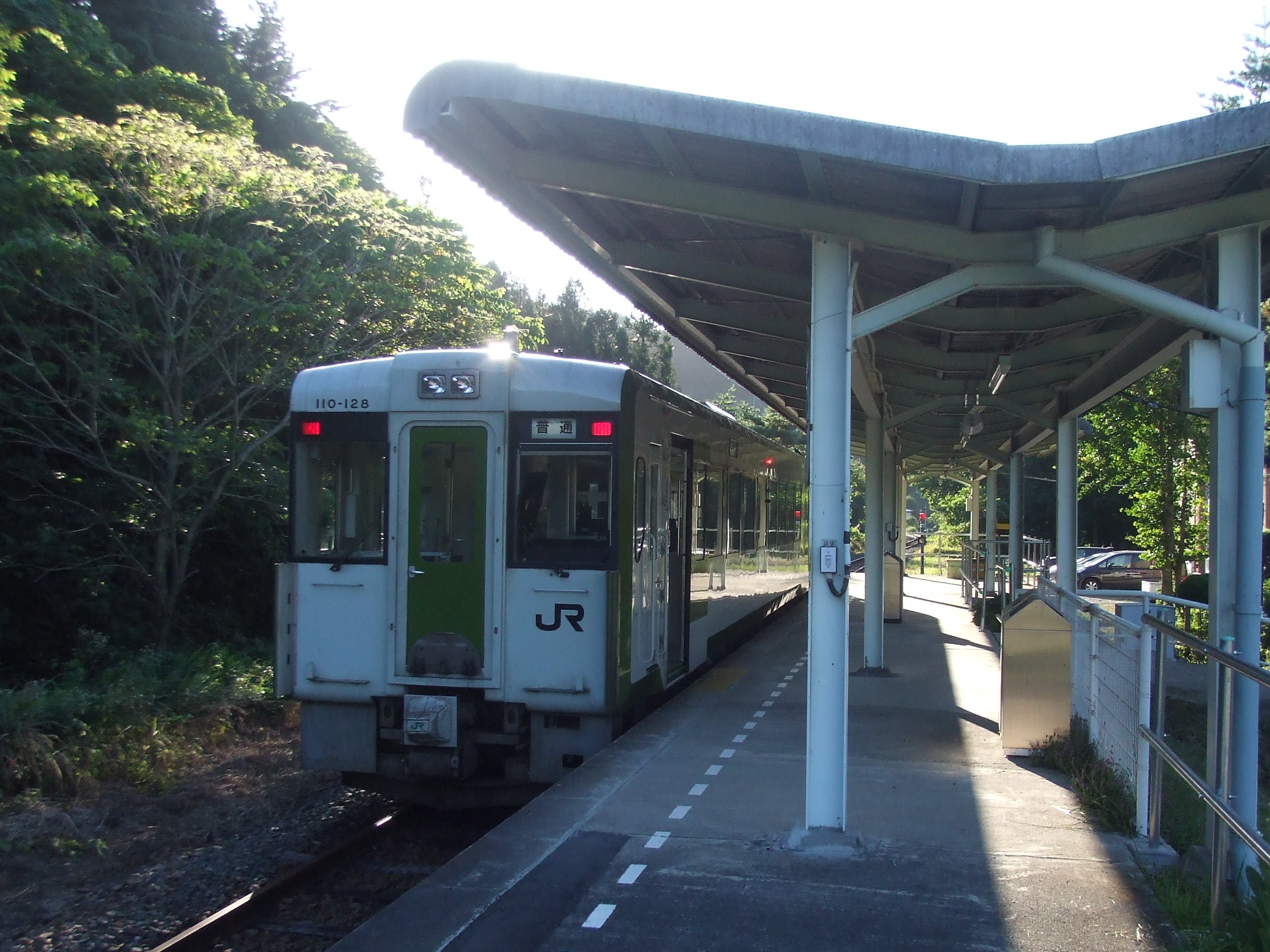
停靠中的列車（2008年8月）
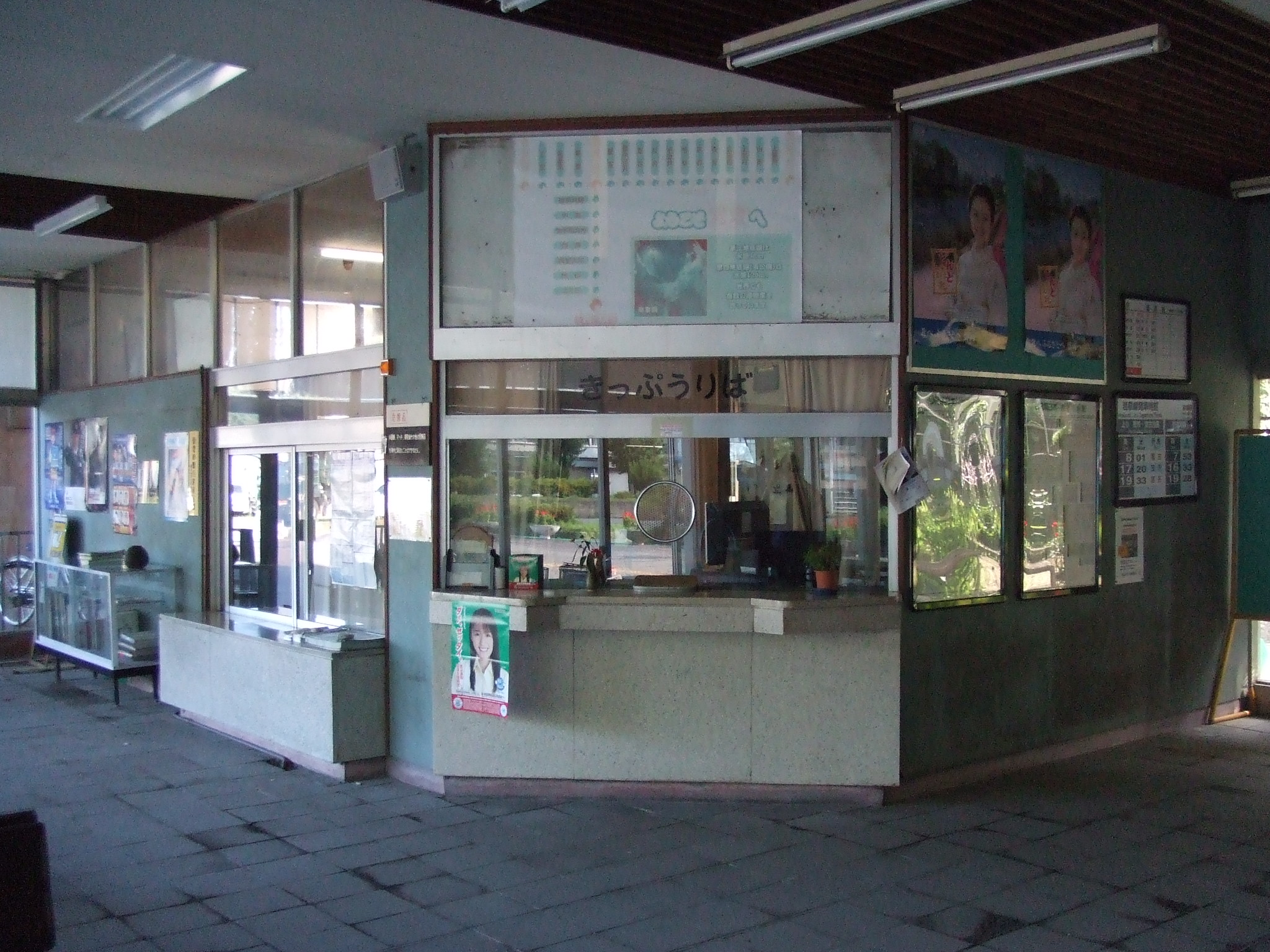
售票櫃臺（2008年8月）
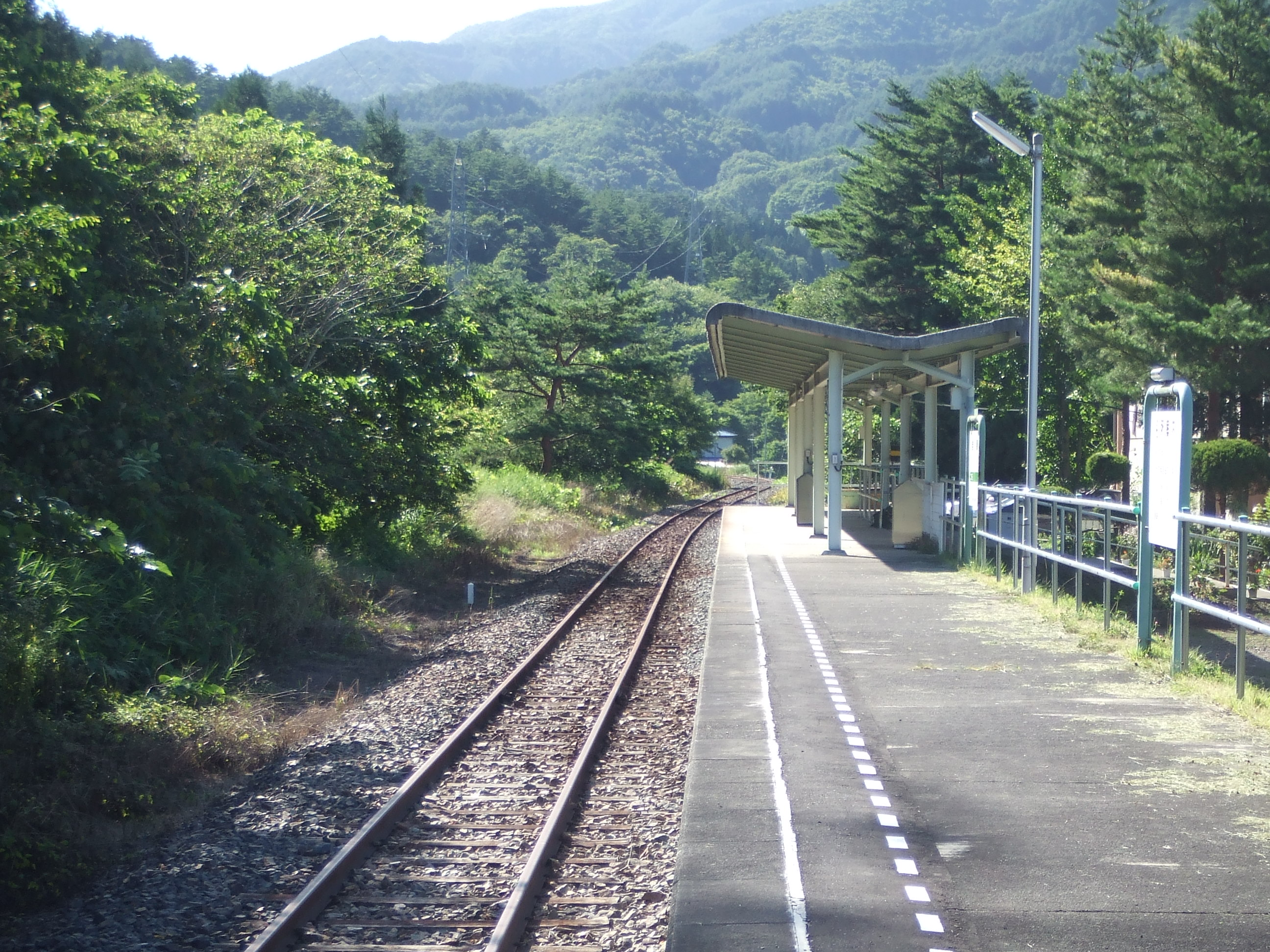
茂市站一方 在1面1線島式月台外的路軌設有彎位（2008年8月）
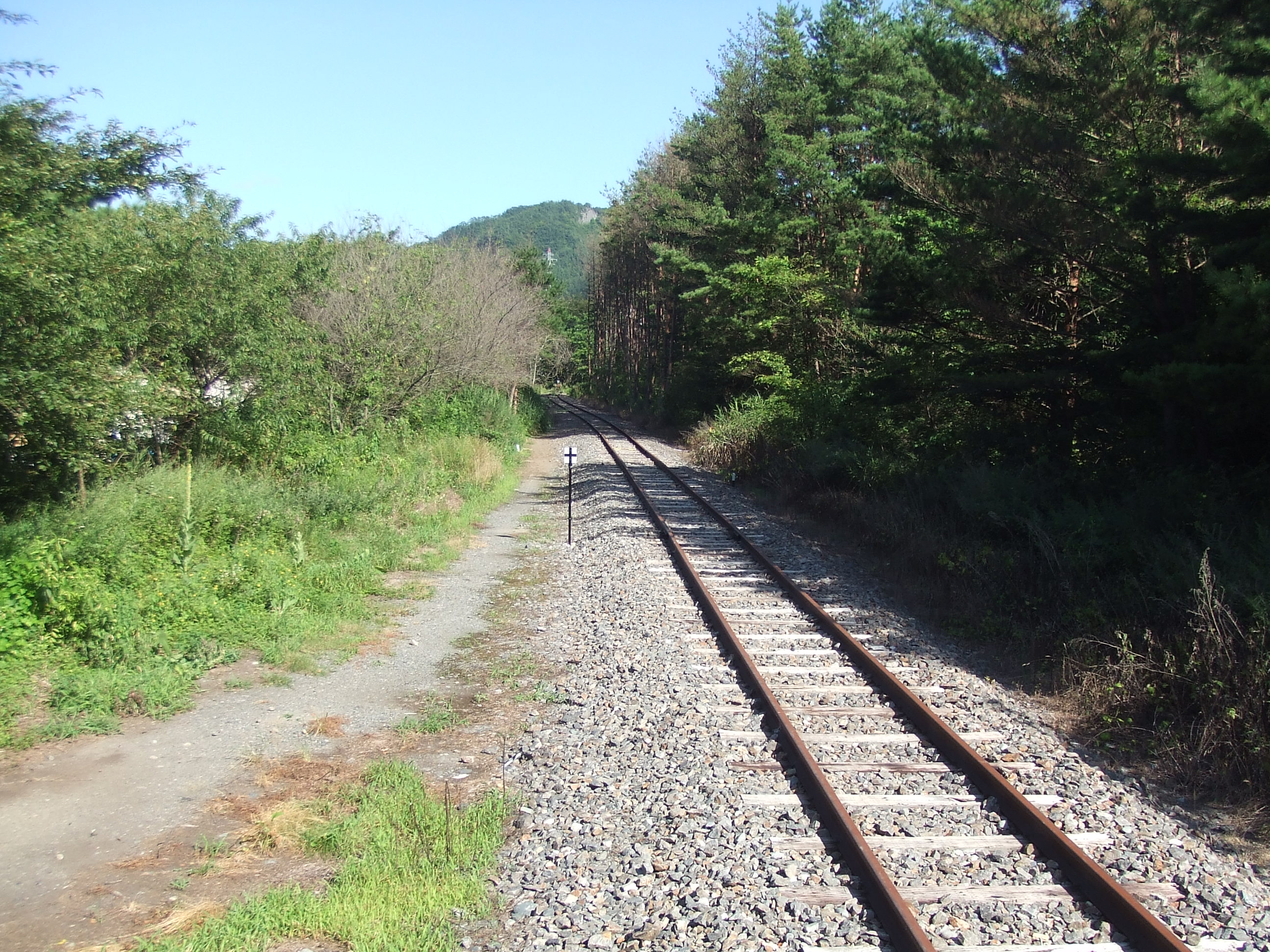
路軌終端 在茂市站一方也設有彎位，與路軌終端有一段距離（2008年8月）
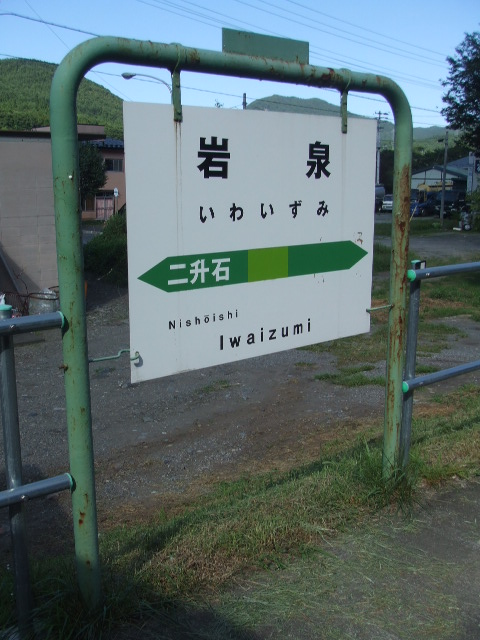
站名牌（2008年8月）

## 使用狀況
| 年度               | 1日平均 上下車人次 | 1日平均 乘車人次 | 備註            |
| ------------------ | ------------------ | ---------------- | --------------- |
| 1988年（昭和63年） | 174                |                  | 當時設有每日4班 |
| 2000年（平成12年） |                    | 42               |                 |
| 2001年（平成13年） |                    | 41               |                 |
| 2002年（平成14年） |                    | 43               |                 |
| 2003年（平成15年） |                    | 55               |                 |
| 2004年（平成16年） |                    | 46               |                 |
| 2005年（平成17年） |                    | 44               |                 |
| 2006年（平成18年） |                    | 33               |                 |
| 2007年（平成19年） |                    | 30               |                 |
| 2008年（平成20年） |                    | 21               |                 |
| 2009年（平成21年） | 42                 | 22               |                 |
| 2010年（平成22年） |                    | 14               | 8/2起巴士代行   |
| 2011年（平成23年） |                    | 11               | 巴士代行        |
| 2012年（平成24年） |                    | 12               | 巴士代行        |
| 2013年（平成25年） |                    | 17               | 巴士代行        |

## 車站周邊
車站距離國家自然紀念物龍泉洞最近（步行15至30分鐘，乘坐巴士、的士5至15分鐘）。
另外，沿岩手縣道221號岩泉停車場線跨越小本川後，便到達國道455號（小本街道），進入市區。該處設有商店街。
- 岩手縣岩泉警署（日语：岩泉警察署）
- 岩泉町公所
- 宮古地區廣域行政組合岩泉消防署
- 岩泉郵局（日语：岩泉郵便局）

## 巴士路線
最近的巴士站是岩泉消防署前（2014年4月1日從「岩泉站前」改名）。設有以下路線駛入，停靠的巴士公司包括岩泉運輸、岩手縣北巴士、小川的士和田野畑交通。另外，於國道上的岩泉橋（2009年11月30日前名為「上岩泉」，後來曾名為「岩泉站口」，在2014年4月1日改為現名）距離車站5分鐘步行距離。
岩泉消防署前
- 岩泉町民巴士（日语：岩泉町民バス）
  - 小本線：龍泉洞、乙茂、岩泉小本站、大牛內、宮古站方向
  - 有藝線：乙茂、有藝方向
  - 澤中、夏節線：龍泉洞、夏節、室場方向
  - 安家洞線：龍泉洞、安家洞方向
  - 鼠入線：鼠入、木原口方向
- 田野畑村營巴士（日语：田野畑村営バス）
  - 龍泉洞・夏節・沼袋・田野畑方面

岩泉橋
- 東日本交通（日语：東日本交通_(岩手県)）
  - 岩泉茂市線：淺內、茂市方向（JR岩泉線廢除替代巴士）
- 岩泉町民巴士
  - 大川、釜津田線：淺內、岩手大川站、釜津田方向
  - 國境、上荒澤口線：岩手小川、上國境方向
- JR巴士東北早坂高原線（日语：早坂高原線）：龍泉洞方向、盛岡方向

## 其他
- 由於「周邊被綠樹包圍的寧靜山區車站」，因此被選為東北車站百選之一。

## 相鄰車站
東日本旅客鐵道（JR東日本）
■岩泉線
二升石－岩泉

## 注腳
1. 1 2 3  曾根悟（監修）. 朝日新聞出版分冊百科編集部（編集） , 编. . 週刊朝日百科. 21号 釜石線・山田線・岩泉線・北上線・八戸線. 朝日新聞出版. 2009-12-06: 21 （日语）.
2. ↑  岩泉線の廃止についてPDF（日語） - 東日本旅客鐵道，2013年11月8日
3. ↑  岩泉線きょう廃止届 押角トンネルなど無償譲渡（日語） - 讀賣新聞，2013年11月8日《2014年1月18日參閲，現時只保留存檔》

## 外部連結
- 岩泉町觀光協會官方網站 （页面存档备份，存于）（日語）